# فاروق إمام محمد
فاروق إمام محمد (بالإنجليزية: Faruk Imam Muhammad) هو قاضي نيجيري، ولد في 15 يوليو 1942 في Ankpa ‏ في نيجيريا.